# METRA
METRA (Metropolitan Rail) ist ein Nahverkehrssystem im Großraum Chicago. Mit elf Linien und über 200 Stationen bildet das METRA-System das Rückgrat der Verkehrsströme aus den Vororten (Pendlergemeinden) im Großraum Chicago in das Stadtzentrum und zurück. Die fast ausschließlich in der Innenstadt verkehrende Chicago 'L' der CTA dient der weiteren Erschließung. Der offizielle Name der METRA ist Northeast Illinois Regional Commuter Railroad Corporation.
Im Jahr 2019 beförderten die Metra-Züge rund 74,043 Millionen Fahrgäste. 2017 wurden 78,621 Millionen, 2015 81,63 Millionen und 2013 82,26 Millionen Passagiere verzeichnet. Im Jahr 1983 wurden 56,5 Millionen Fahrgäste befördert, in den 1990er-Jahren jeweils um 70 Millionen pro Jahr.

## Geschichte
Das heutige System entstand mit dem RTA Amendatory Act im Jahre 1983. Damit wurden die Nahverkehrssysteme vereinheitlicht, aber gleichzeitig dem verwendeten System entsprechend in drei Gruppen aufgeteilt. Neben der Chicago Transit Authority, Betreiberin der Chicago 'L' und der Busgesellschaft PACE, entstand so die Regional Transportation Authority (Illinois), die heutige Eigentümerin des METRA-Systems.
Metra betreibt alle Linien außer der BNSF-Linie und den Linien der Union Pacific (UP) selbst. Letztere werden von der BNSF Railway bzw. UP im Auftrag von Metra gefahren. Mit einem entsprechenden Logo dieser Bahngesellschaften wird auf einigen dort eingesetzten Wagen auf diesen Umstand hingewiesen. Unabhängig vom Betreiber ist Metra Eigentümer aller Fahrzeuge.

## Linien

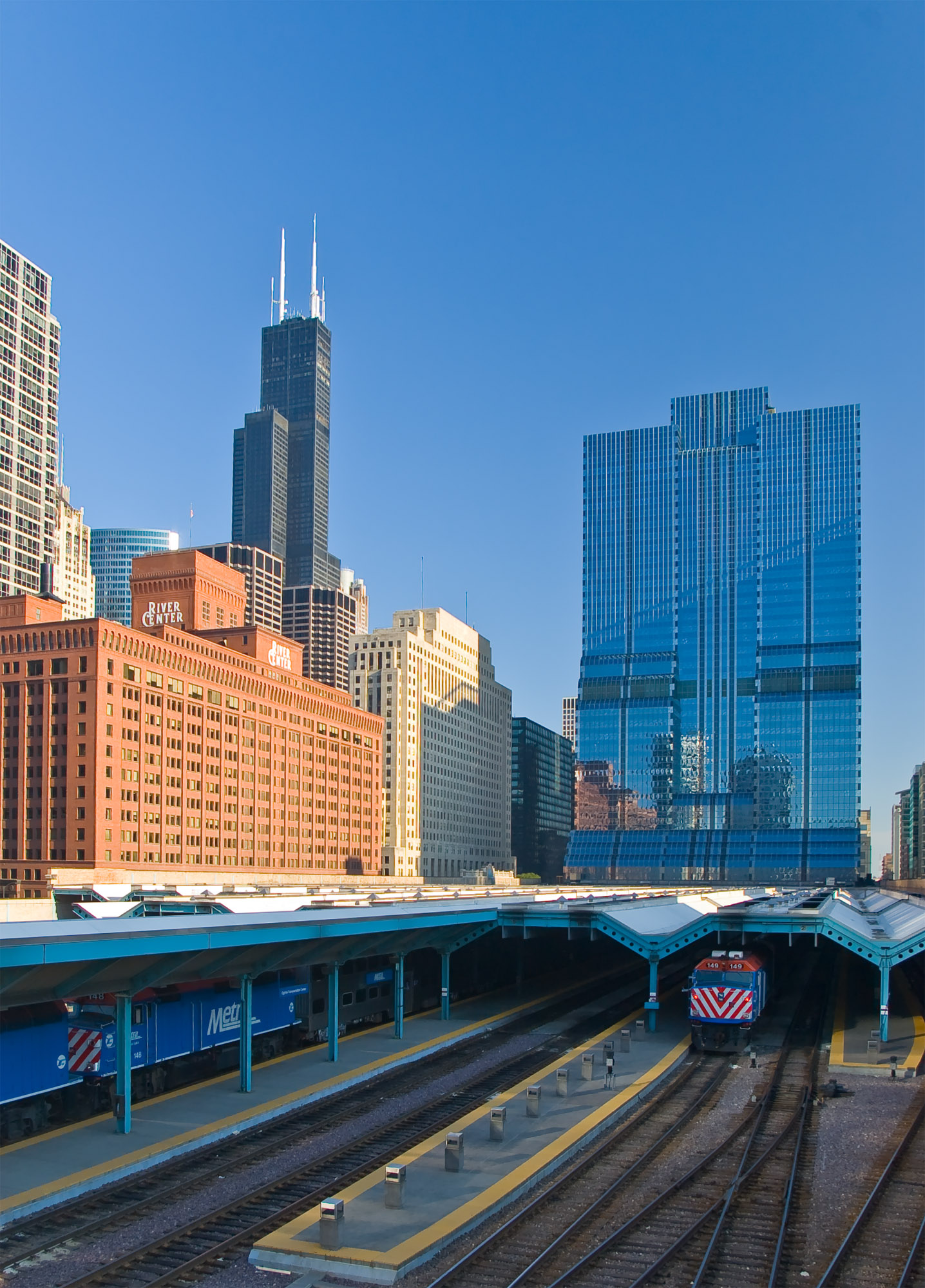
Ogilvie Transportation Center

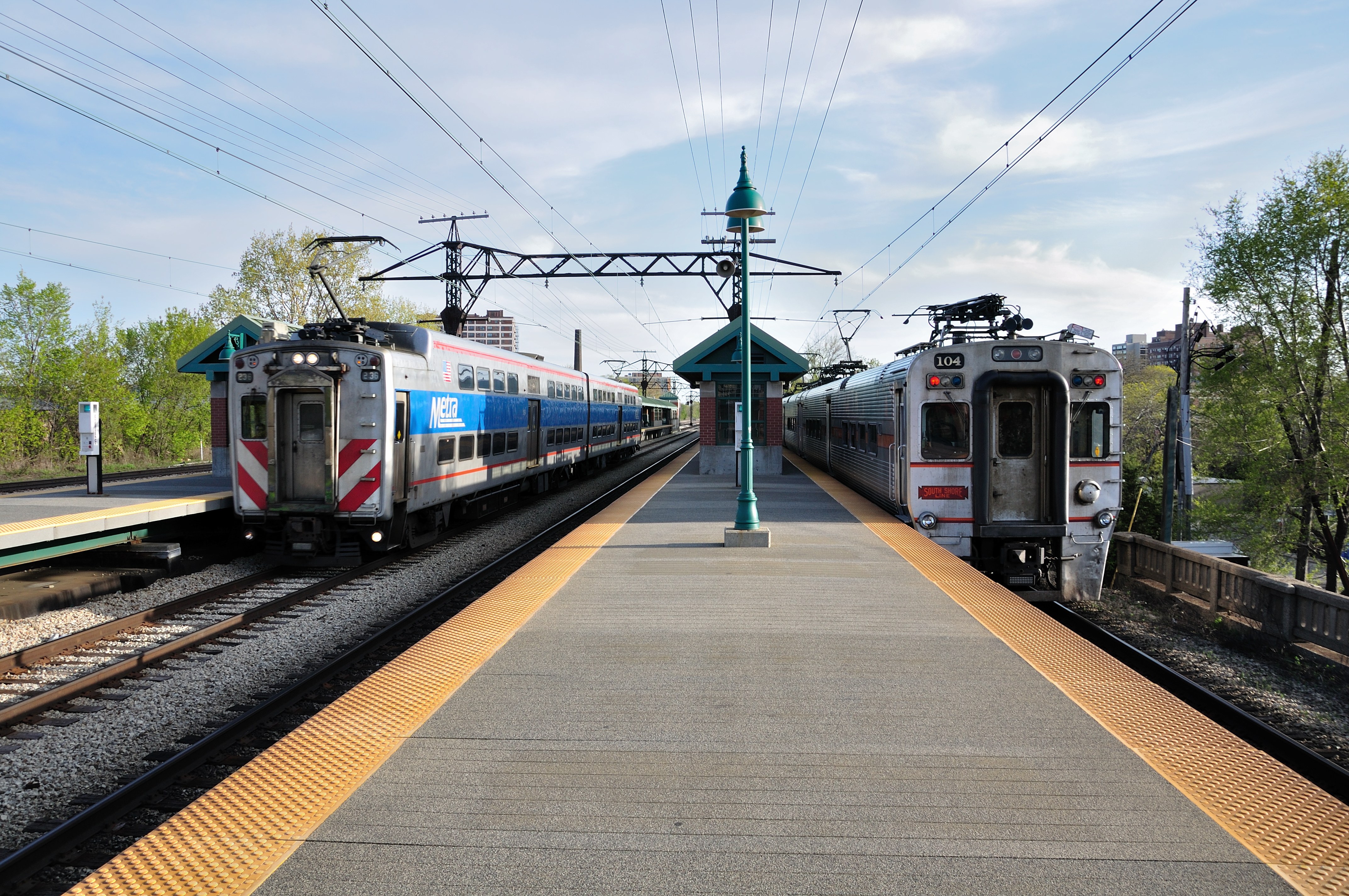
Doppelstockzug der Metra Electric Line links und Wagen der South Shore Line rechts

Es finden sich vier zentrale Knotenpunkte in der Innenstadt von Chicago, die die jeweiligen Endhaltestellen des METRA-Systems darstellen:
- Chicago Union Station
- Millennium Station
- Ogilvie Transportation Center
- LaSalle Street Station

### Heritage Corridor
Union Station – Joliet

### BNSF Railway Line

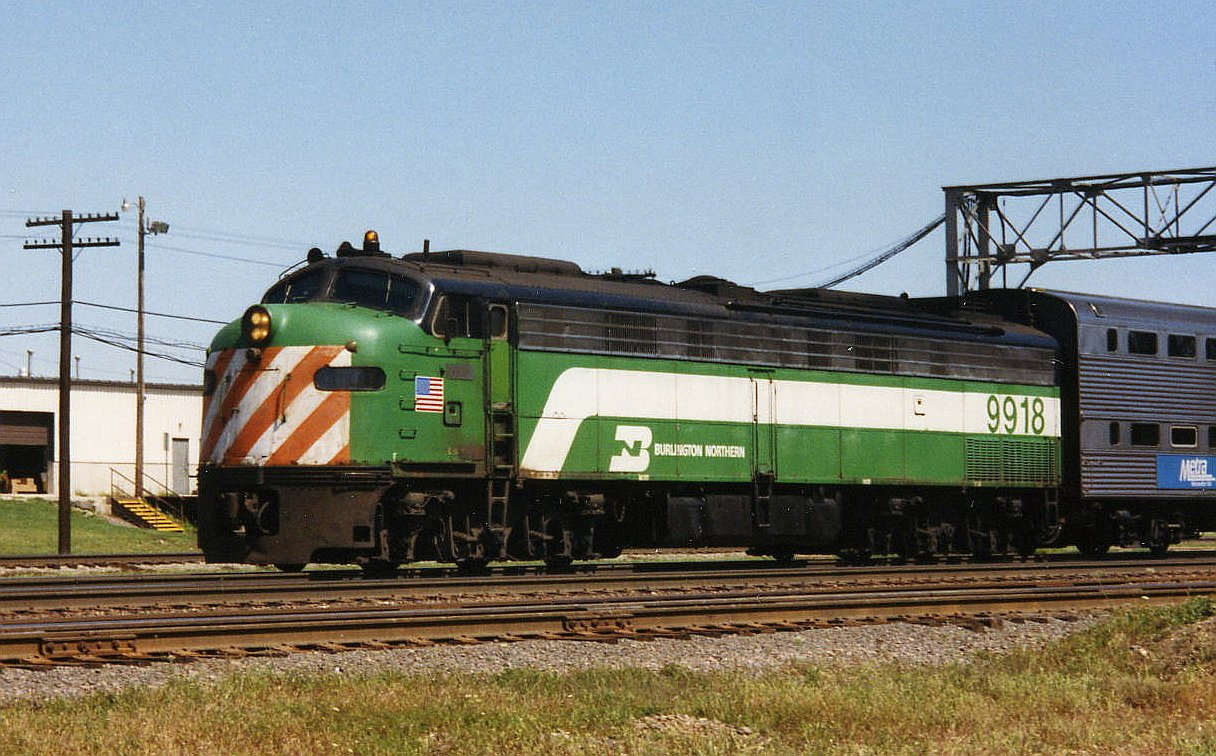
Die BNSF Railway Line wurde noch in den 1980er Jahren mit F-Lokomotiven des BNSF-Vorgängers Burlington Northern bedient.

Union Station – Aurora

### Milwaukee District/West Line
Union Station – Big Timber Road

### Milwaukee District/North Line
Union Station – Fox Lake

### Southwest Service
Union Station – Manhattan

### North Central Service
Union Station – Antioch

### Metra Electric Line
Die Metra Electric ist im zentralen Abschnitt viergleisig ausgebaut und wird mit Doppelstockzügen des Typs Highliner mit Gallery-Innenraumaufteilung betrieben.
- Millennium Station – South Chicago
- Millennium Station – Blue Island
- Millennium Station – University Park

### Rock Island District
LaSalle Street Station – Joliet
Metra hat 2024 für diese Strecke Akkutriebzüge des Typs Flirt Akku bei Stadler Rail bestellt.

### Union Pacific/North Line
Ogilvie Transportation Center – Kenosha, Wisconsin

### Union Pacific/Northwest Line
Ogilvie Transportation Center – Harvard, McHenry

### Union Pacific/West Line
Ogilvie Transportation Center – Elburn

## Fahrzeuge

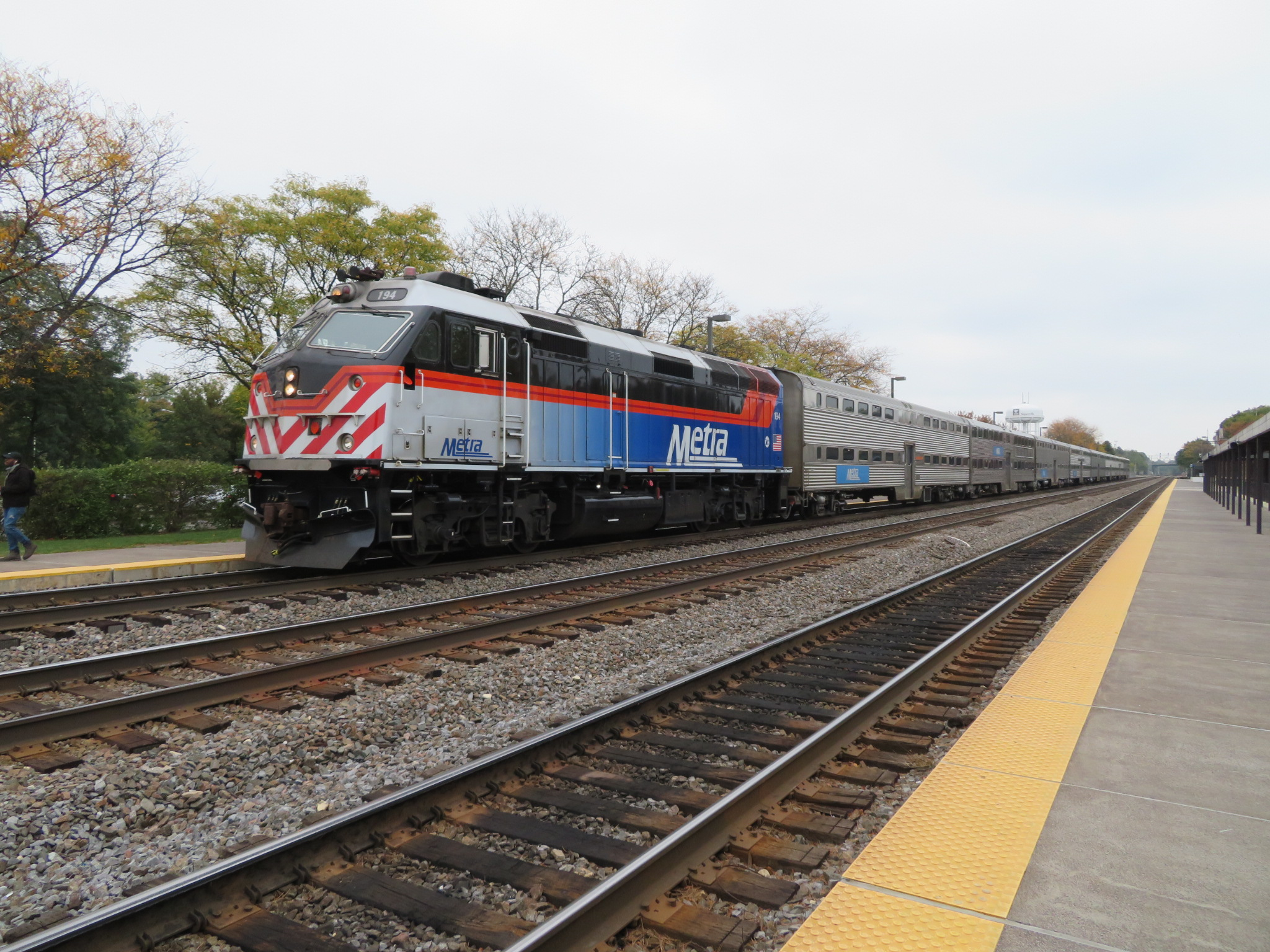
Modernisierte F40PH vor Gallery-Wagen

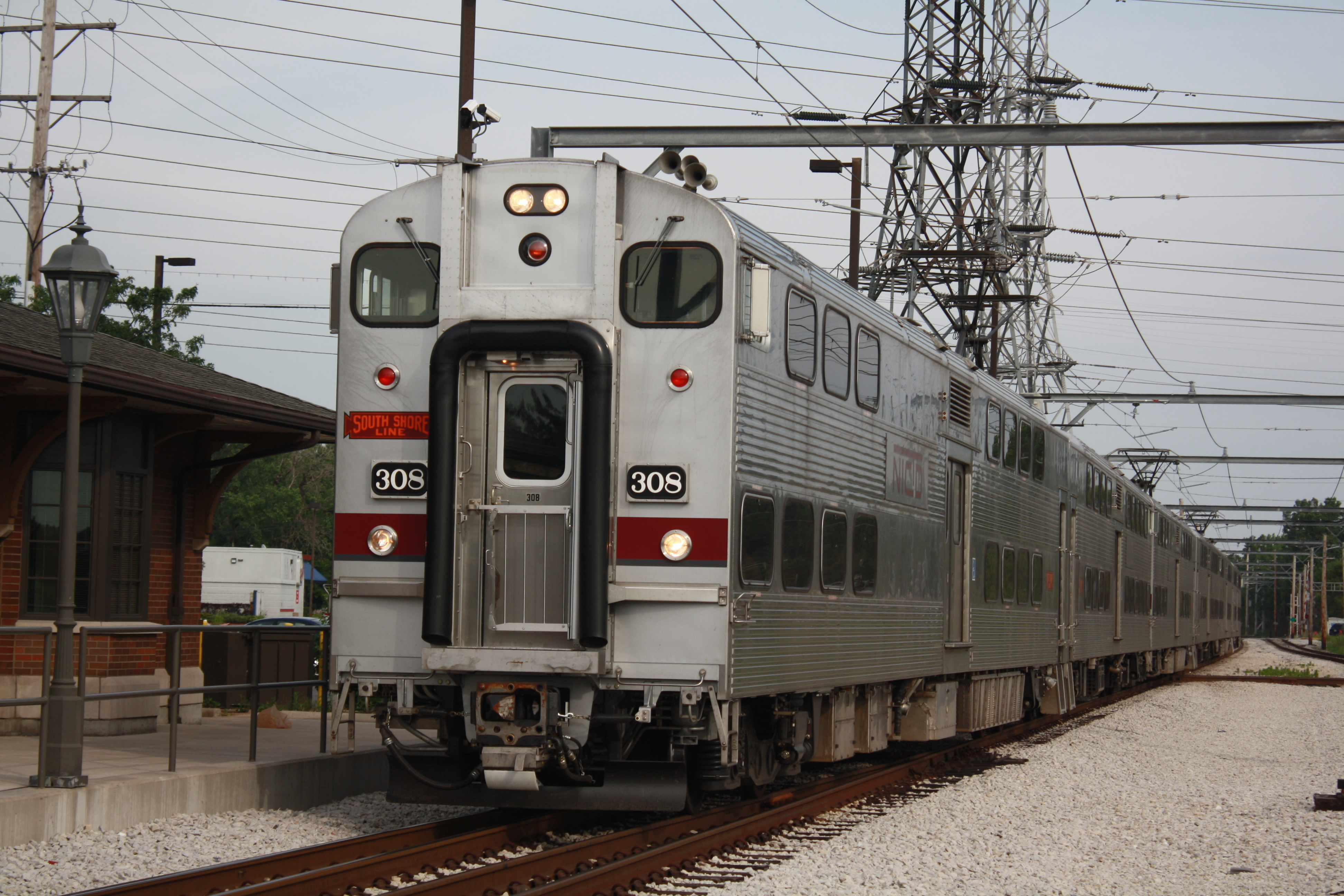
Die Elektrotriebzüge des Typs „Highliner II“ gleichen den Gallery-Wagen im Aussehen

Wie für den Vorortverkehr der USA typisch, setzt Metra vor allem mit Diesellokomotiven bespannte Doppelstock-Wendezüge ein. Die Lokomotiven sind mehrheitlich EMD F40PH und EMD F59PH in verschiedenen Varianten. In den 2000er Jahren wurden zudem 27 MP36PH von MPI beschafft. Die letzte Beschaffung von 42 überholten Lokomotiven des Typs EMD SD70MACH erfolgte 2022 und 2023. Diese von Progress Rail aufgearbeiteten Fahrzeuge, wobei ursprünglich von Kansas City Southern stammend, wurden beschafft, um hauptsächlich die ältesten Lokomotiven des Typs F40PH mit schlechten Umweltwerten zu ersetzen. Dadurch ist METRA wieder eine von wenigen Eisenbahngesellschaften im Personenverkehr, die sechsachsige Lokomotiven einsetzt. Die Doppelstockwagen sind nach dem „Gallery“-Konzept gebaut, bei dem sich das Obergeschoss links und rechts über dem Mittelgang befindet. Diese Gestaltung des Fahrgastraums wurde primär in den 1950er Jahren bei diversen Vorgängerunternehmen von METRA zur Sparung von Personalkosten implementiert, da durch den Durchbruch im Boden der zweiten Etage Passagiere direkt von der ersten aus kontrolliert werden können.
Auf den Strecken von Metra Electric werden Doppelstock-Elektrotriebwagen des Typs Highliner in zwei Generation eingesetzt. Die neuere Generation wurde ab 2005 von Nippon Sharyo im Stil der Gallery-Wagen gefertigt. Diese Züge verkehren teilweise auf der Interurban der South Shore Line.
Für die Rock Island Division beschafft Metra Akkutriebzüge des Typs Flirt Akku bei Stadler Rail. Acht Zweiwagenzüge mit zusätzlichen Technikwagen in der Mitte sollen ab 2027 den Betrieb aufnehmen.